# 895
| 895                |
| ------------------ |
| Dødsfald - Fødsler |
|                    |

| Gregoriansk kalender | 895 DCCCXCV             |
| Ab urbe condita      | 1648                    |
| Armensk kalender     | 344 ԹՎ ՅԽԴ              |
| Kinesiske kalender   | 3591 – 3592 甲寅 – 乙卯 |
| Etiopisk kalender    | 887 – 888               |
| Jødisk kalender      | 4655 – 4656             |
| Hindukalendere       |                         |
| - Vikram Samvat      | 950 – 951               |
| - Shaka Samvat       | 817 – 818               |
| - Kali Yuga          | 3996 – 3997             |
| Iransk kalender      | 273 – 274               |
| Islamisk kalender    | 282 – 283               |

Se også 895 (tal)